# Museo de la Educación de las Islas Baleares
El Museo de la Educación de las Islas Baleares es un museo situado en la ciudad española de Inca, en  el complejo Cuartel General Luque y está dedicado a la interpretación del patrimonio educativo de Baleares. Dispone de una exposición permanente, espacios para actividades y exposiciones temporales, una sala multidisciplinar, una biblioteca y se adecuará el patio para actividades museísticas.
Está ubicado en el Pabellón número 7, junto al Museo del Calzado y de la Industria.

## Historia
El Museo de la Educación estuvo ubicado en la ciudad de Palma en 1918 con el nombre de Museo Pedagógico Provincial siendo una réplica del que existía en Madrid. Desapareció tras la Guerra Civil. A partir de los años 90, se creó primero el archivo y posteriormente el museo estando ubicado en el Centre de Professors d’Inca, edificio dedicado a la formación del profesorado en la ciudad de Inca. En 2018 se firma un convenio de acuerdo entre el Gobierno Balear y el Ayuntamiento de Inca para la nueva ubicación del Museo en el Pabellón 7 del Cuartel General Luque.

## Fondo museístico
El fondo consta de 700 mapas, más de 12000 libros y cerca de 2600 objetos (mobiliario, enseres, material educativo).